# منهتن (کشتی ۱۸۴۳)
منهتن (انگلیسی: Manhattan)، یک کشتی شکار نهنگ ایالات متحده آمریکا تحت فرماندهی کاپیتان مرکاتور کوپر بود که اولین بازدید مجاز یک کشتی آمریکایی از خلیج توکیو را در سال ۱۸۴۵ انجام داد.